# Zwischenfall der Malév am Flughafen Budapest-Ferihegy 1994
Der Zwischenfall der Malév am Flughafen Budapest-Ferihegy ereignete sich am 22. Februar 1994. An diesem Tag geriet bei Wartungsarbeiten am Flughafen Budapest-Ferihegy das Cockpit einer Tupolew Tu-134 der Malév in Brand, wobei vier in der Maschine befindliche Techniker starben.

## Maschine
Bei der betroffenen Maschine handelte es sich um eine 1981 gebaute Tupolew Tu-134, welche die Werknummer 65360 und die Modellseriennummer 61-01 trug. Die Maschine wurde am 13. Februar 1981 neu an die ungarische Regierung ausgeliefert und von ihr mit dem Luftfahrzeugkennzeichen HA-LBP zugelassen. Zum 1. Januar 1988 wurde die Maschine an die Malév übergeben. Das zweistrahlige Kurzstrecken-Schmalrumpfflugzeug war mit zwei Turbojettriebwerken des Typs Solowjow D-30 ausgestattet.

## Unfallhergang
Die Maschine war am 9. Februar 1994 aus Kiew gekommen und wurde anschließend am Flughafen Budapest für Wartungsarbeiten vorbereitet. In diesem Zusammenhang wurde auch das Instrumentenpanel im Cockpit gesäubert. Während des Reinigungsvorgangs gegen 9:30 Uhr geriet Waschbenzin, mit dem die Instrumententafel gesäubert wurde, in Brand. Der Brand breitete sich zügig auf die Kabine aus, wobei vier Techniker getötet wurden.

## Unfalluntersuchung
Bei der Untersuchung stellte sich heraus, dass der Brand durch die Entzündung eines halben Eimers Waschbenzin im Cockpit verursacht wurde. Die im Inneren der Maschine befindlichen Techniker versuchten, den Benzineimer aus dem Flugzeug zu entfernen, aber er lief aus und setzte den gesamten Bugbereich in Flammen. Die Arbeiter im Flugzeug versuchten durch die Türen und die offenen Fenster des Cockpits zu fliehen, wobei drei von ihnen durch die beißenden Flammen schwere Verbrennungen erlitten. Diejenigen, die aus dem Flugzeug sprangen, erlitten bei der Landung weitere Verletzungen und Brüche.

## Nach dem Unfall
Die Tupolew wurde infolge des Unfalls außer Betrieb genommen und 1995 am Flughafen Budapest verschrottet.